# 5月28日
5月28日（ごがつにじゅうはちにち）は、グレゴリオ暦で年始から148日目（閏年では149日目）にあたり、年末まではあと217日ある。

## できごと

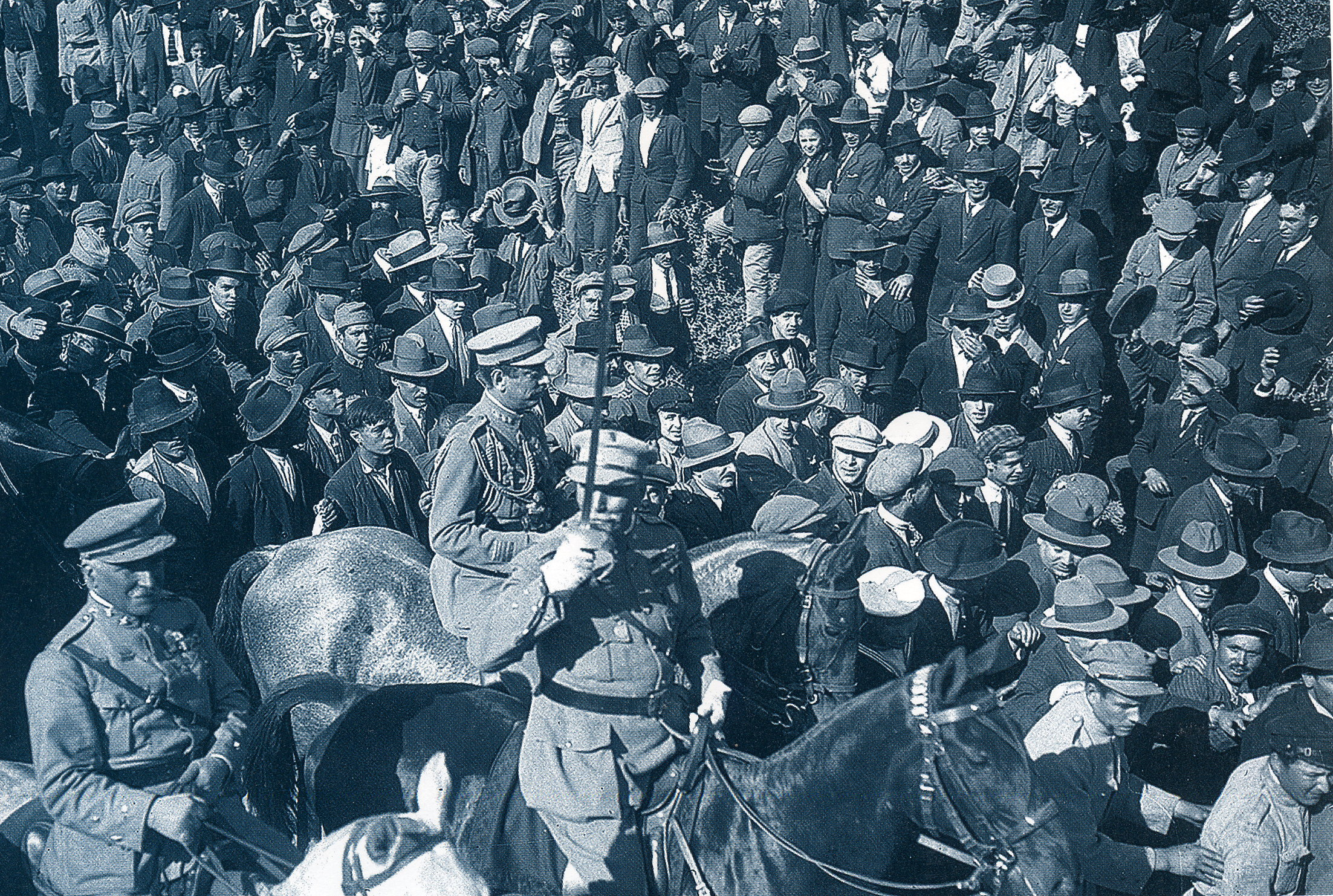
ポルトガルの1926年5月28日クーデター

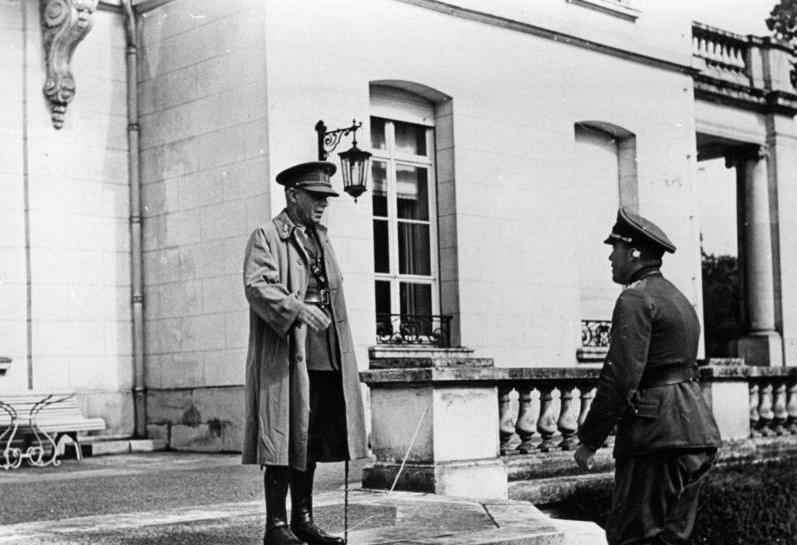
ベルギーの戦い（1940年）
ドイツと降伏交渉を行うベルギー国王レオポルド3世

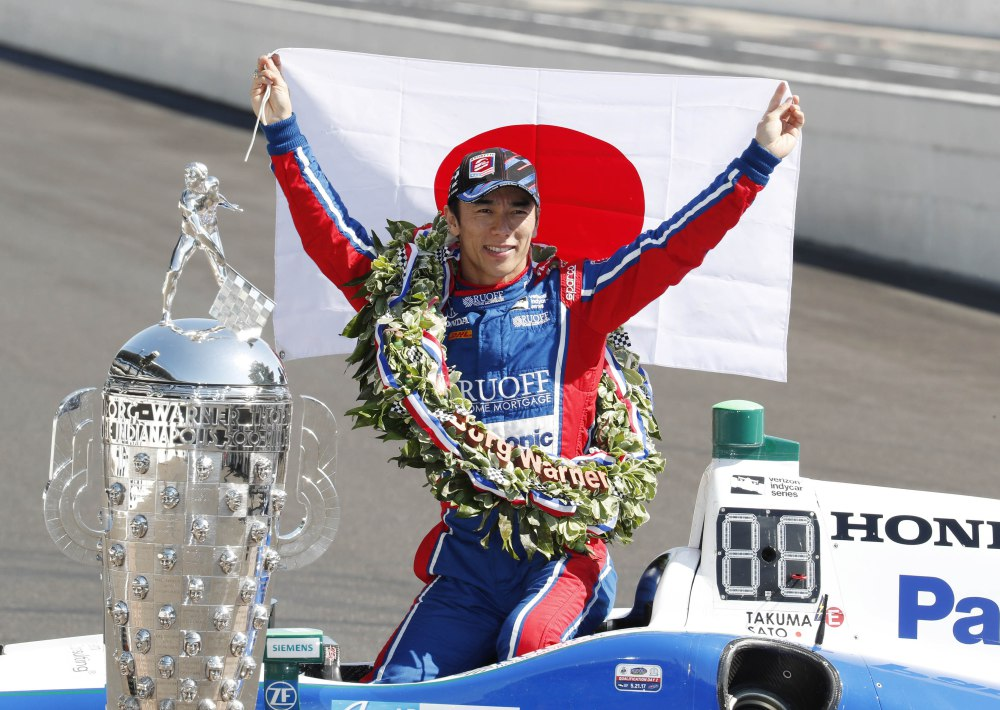
2017年のインディ500で日本人初のインディ500優勝を果たした、佐藤琢磨。(2017)

- 紀元前585年 - 日食の戦い。メディア王国がリュディアに攻め込むが、偶然起こった日食を不吉に感じて戦争をやめ、戦場となったハリス川を国境に定める。
- 621年 - 虎牢の戦い。唐の李世民軍が竇建徳軍に勝利。
- 1503年 - スコットランド王ジェームズ4世がイングランド王ヘンリー7世の娘マーガレット・テューダーと結婚。
- 1588年 - スペインの「無敵艦隊」がイングランド遠征のためリスボンを出発。
- 1830年 - アンドリュー・ジャクソン米大統領がインディアン移住法に署名。涙の道として知られる地域で、数千人のアメリカ先住民の強制移住が始まった[1]。
- 1858年 - ロシア帝国と清が璦琿条約に調印。アムール川以北が清からロシアに割譲。
- 1871年 - 「血の1週間」の戦闘が終結。パリ・コミューンが瓦解し、パリ統治が終了。
- 1885年 - 工部省品川硝子製造所払下げ。
- 1905年 - イルティッシュ号投降事件
- 1926年 - ポルトガルで1926年5月28日クーデターが起こる。ポルトガル第一共和政が終結し、エスタド・ノヴォへ移行。
- 1927年 - 第1回全日本オープンゴルフ選手権大会開催。
- 1927年 - 第1次山東出兵。中国の北伐軍に対抗して、日本政府が居留民と権益の保護のために山東省へ出兵[2]。
- 1927年 - 第1回日本オープンゴルフ選手権競技大会が開催。翌日の決勝にて赤星六郎が優勝[3]。
- 1934年 - 幼児期以降まで成長した世界初の五つ子、ディオンヌ家の五つ子姉妹がカナダのオンタリオ州において出生。
- 1937年 - ネヴィル・チェンバレンがイギリスの60代首相に就任し、挙国一致のチェンバレン内閣が発足。
- 1940年 - 第二次世界大戦: ベルギーの戦いでベルギー国王レオポルド3世がナチス・ドイツから要求された無条件降伏を受諾[4]。
- 1953年 - ソ連が東ドイツ管理委員会を廃止し民政に移行。
- 1960年 - トキが国際保護鳥に指定される[5]。
- 1961年 - ピーター・ベネンソンによるアムネスティ・インターナショナル結成のきっかけとなった新聞投稿が掲載される。
- 1961年 - 岩手県新里村の山林から出火。フェーン現象による強風に煽られ田老町、宮古市、岩泉町、普代村、久慈市にいたる40万ha以上に延焼する大規模火災（山火事）となった。死者5人、負傷119人、全焼住宅1235棟[6]。
- 1964年 - パレスチナ解放機構（PLO）設立。
- 1965年 - 経営悪化の山一證券に対し政府が日本銀行法25条を発動、無制限・無期限の日銀特融を決定[7]。
- 1966年 - 鹿児島県の屋久島で、縄文杉が発見される[8]。
- 1973年 - 第6ポールスタービル火災。1名死亡。
- 1980年 - ロッテオリオンズの張本勲が日本プロ野球史上初の通算3000本安打を達成。
- 1982年 - ローマ教皇ヨハネ・パウロ2世が歴代のローマ教皇史上初めてイギリスを訪問[9]。教皇はエリザベス女王2世、イングランド国教会首長らと会談し、ローマ・カトリック教会とイングランド国教会の和解が450年ぶりに成立した。
- 1983年 - 映画『戦場のメリークリスマス』公開。
- 1987年 - 19歳の西ドイツ人マチアス・ルストが操縦するセスナ機がモスクワの赤の広場に強行着陸。
- 1991年 - エチオピアからの独立を目指すエリトリアの勢力がエチオピアの首都アディスアベバに突入し、エチオピアの軍事政権が倒された。
- 1992年 - 歌手の藤山一郎が国民栄誉賞を受賞（存命中の受賞はスポーツ選手以外では初）。
- 1993年 - エリトリアとモナコが国連に加盟。
- 1998年 - パキスタンが初の核実験を行う。
- 2001年 - スラッシュドット日本語版であるスラッシュドットジャパンが正式オープン。
- 2002年 - 東アジアサッカー連盟設立。
- 2002年 - 経済団体連合会（経団連）と日本経営者団体連盟（日経連）が統合され、日本経済団体連合会（日本経団連）が発足。
- 2004年 - イラク統治評議会がイヤード・アッラーウィーをイラク暫定政権の首相に選出。
- 2007年 - 農林水産大臣の松岡利勝が自殺。現職大臣の自殺は阿南惟幾（陸軍大臣、1945年8月15日死亡）以来で、現憲法下では初。
- 2008年 - ネパールで制憲議会召集、共和制への移行が宣言され、ネパール王国（ゴルカ朝）の治世に終止符が打たれる。
- 2008年 - 高級料亭「船場吉兆」が廃業。
- 2010年 - Appleがタブレット型コンピュータ「iPad」を、既に販売しているアメリカを除く全世界で発売。
- 2010年 - 少子化担当大臣の福島瑞穂が普天間基地移設問題で県内移設に反対したため、首相の鳩山由紀夫に罷免される。
- 2015年 - 日本年金機構の職員が電子メールの添付ファイルを開封して個人情報約125万件が外部に流出したことが判明[10]。
- 2017年 - 第101回インディ500決勝レースにて、佐藤琢磨（アンドレッティ・オートスポーツ）が日本人初の優勝[11]。
- 2019年 - 川崎市登戸通り魔事件が発生する[12]。
- 2024年 - 香港警察が、国家安全条例違反の疑いで6名を逮捕したと発表。同年3月に施行された香港国家安全条例違反での初めての逮捕[13]。

## 誕生日

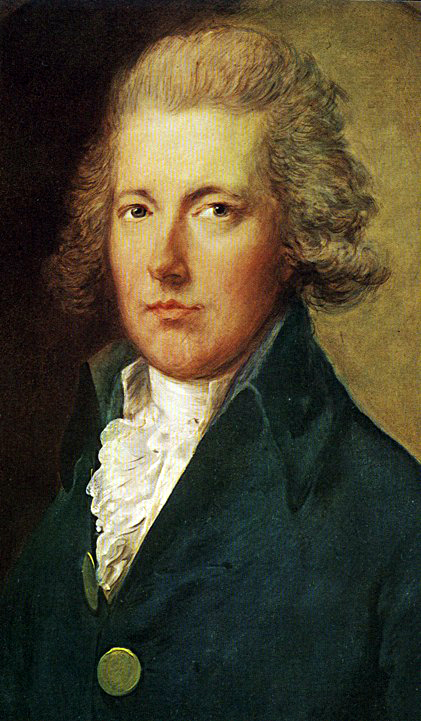
英国の政治家ウィリアム・ピット(1759-1806)誕生。

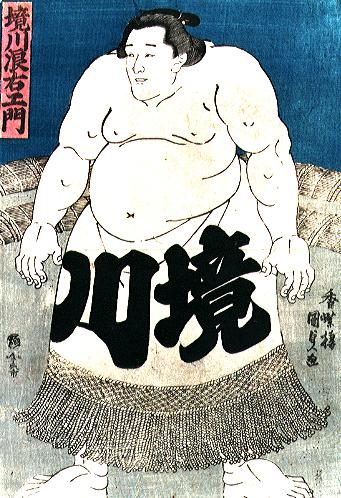
第14代横綱境川浪右衛門(1841-1887)誕生。

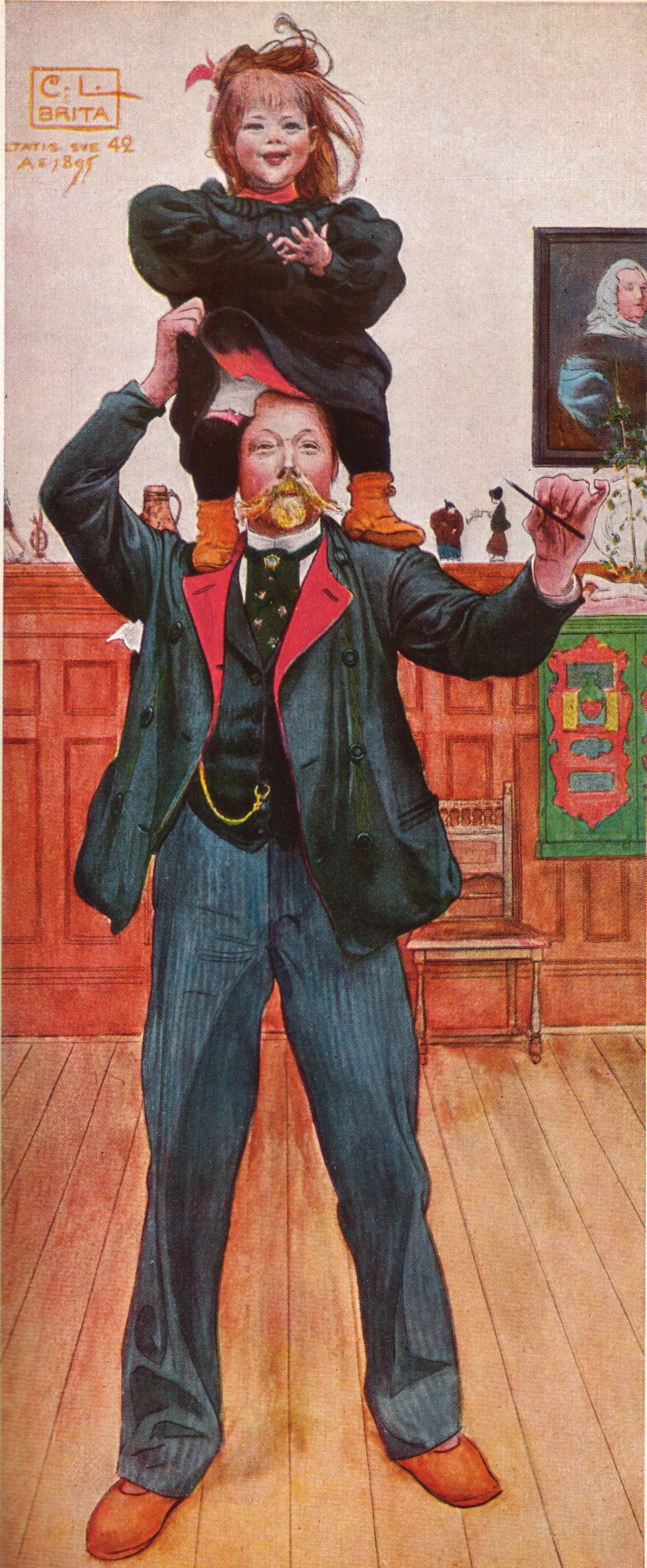
カール・ラーション(1853-1919)誕生。画像は『ブリッタと私――自画像』(1895)

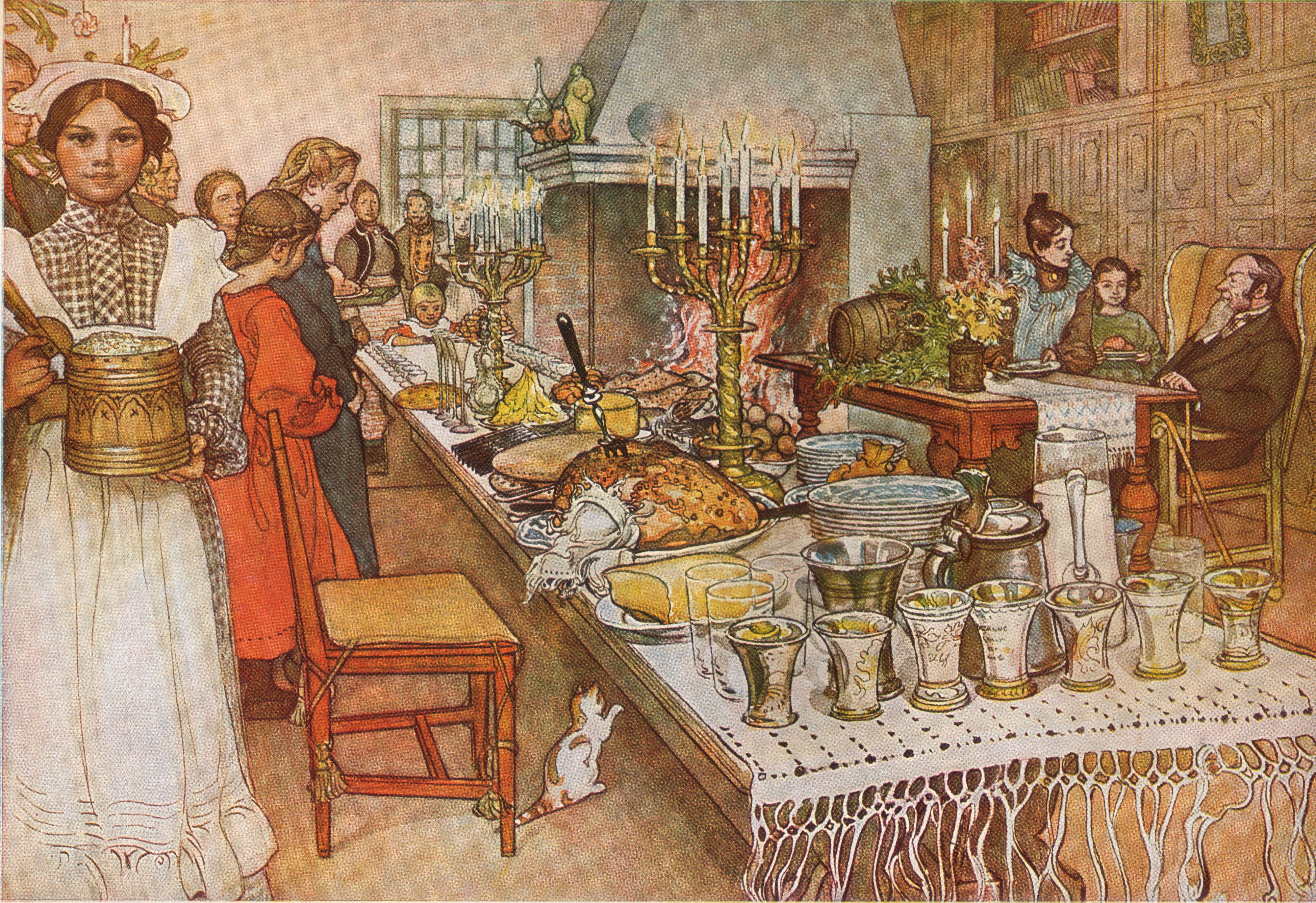
画家カール・ラーション(1853-1919)誕生。画像は『クリスマスイブ』(1904-05)

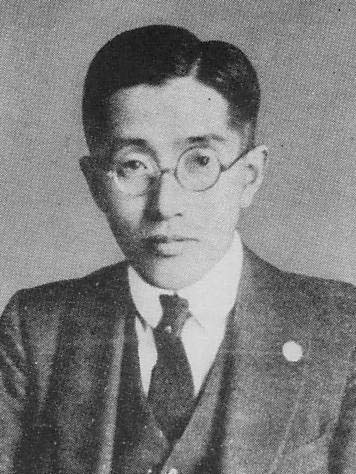
政治家・生物学者、山本宣治(1889-1929)誕生。

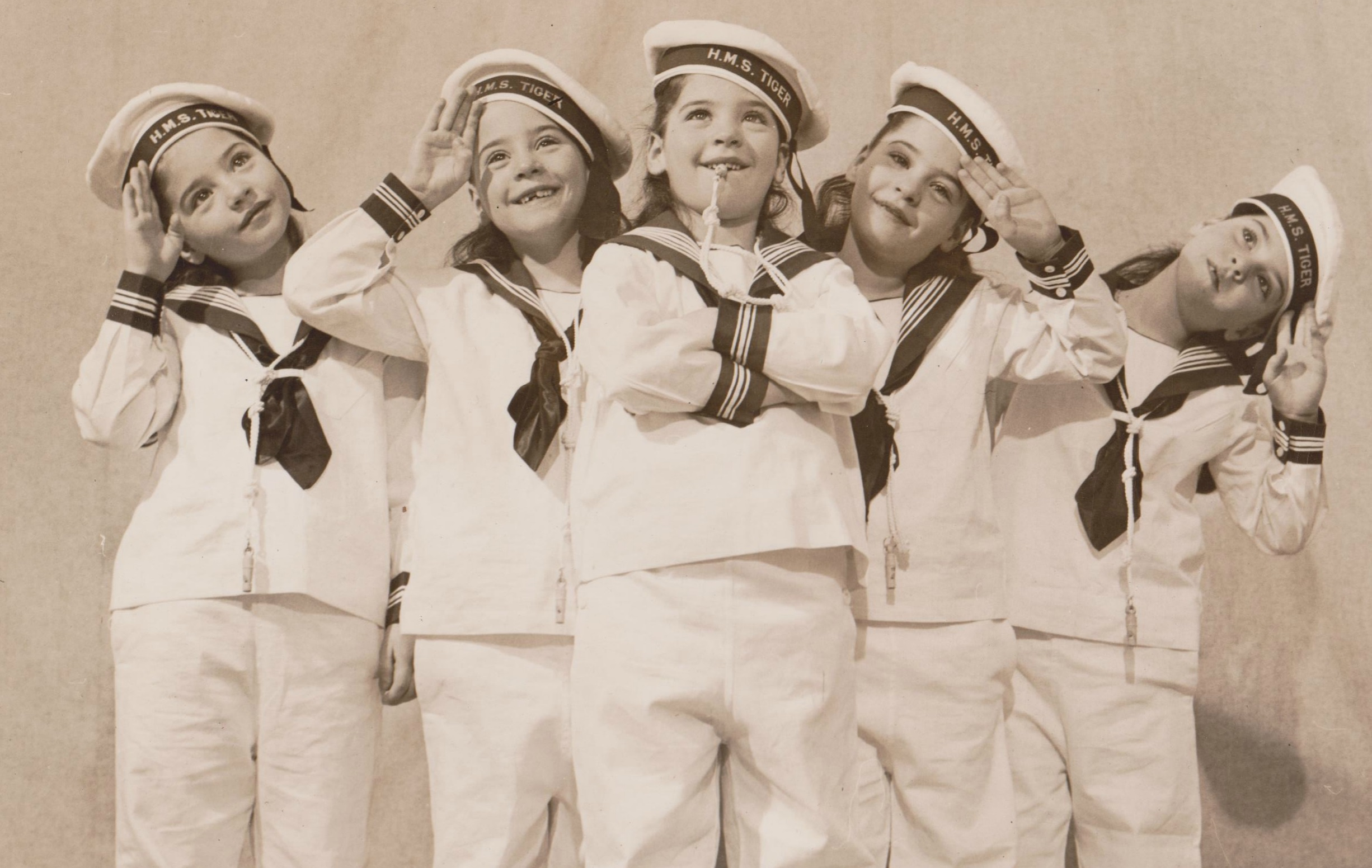
世界恐慌期に世界的なアイドルとなった「ディオンヌ家の五つ子姉妹」（1934年出生）誕生。

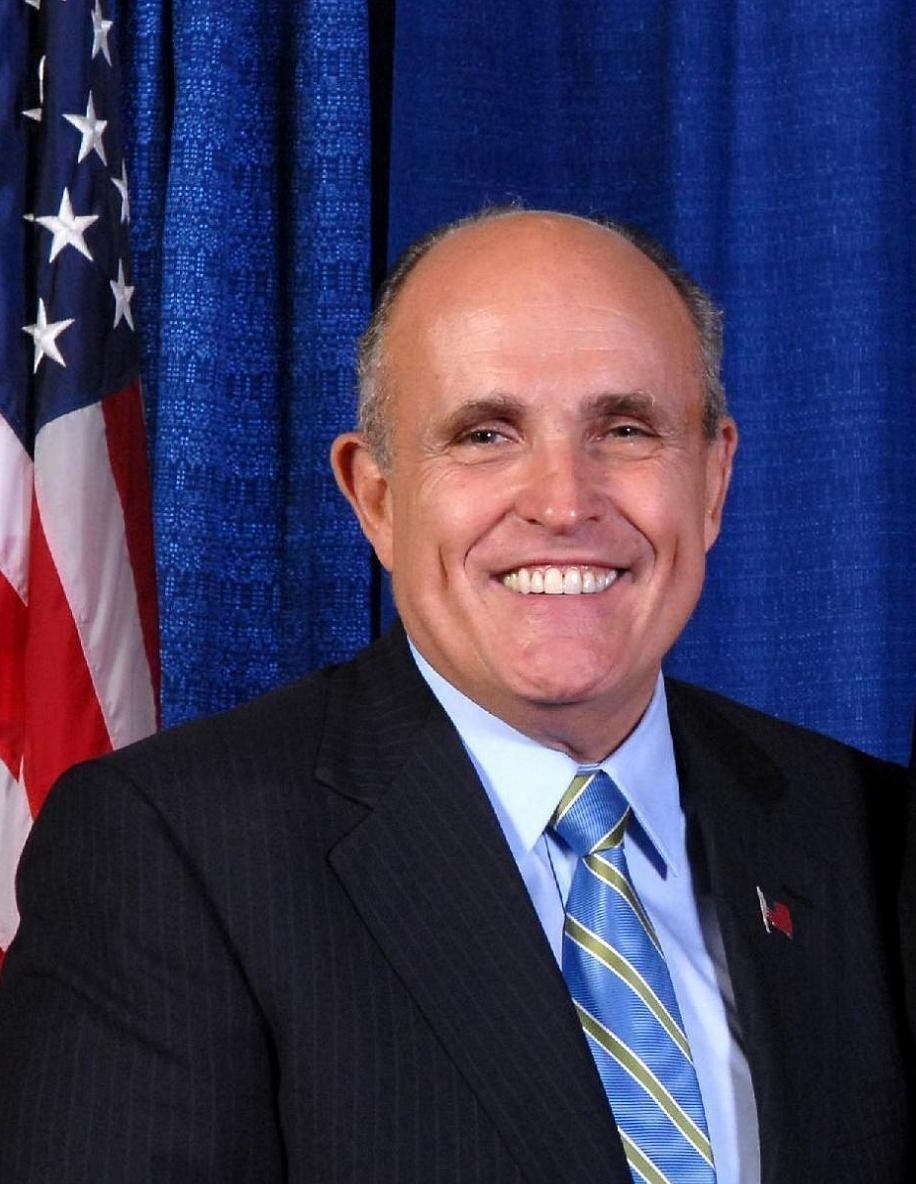
アメリカ同時多発テロ事件発生時のニューヨーク市長、ルドルフ・ジュリアーニ(1944-)誕生。

### 人物
- 1371年 - ジャン1世、ブルゴーニュ公（+ 1419年）
- 1514年（永正11年5月5日） - 島津貴久、戦国大名（+ 1571年）
- 1524年 - セリム2世、第11代オスマン帝国皇帝（+ 1574年）
- 1625年 （寛永2年4月22日）- 松平英親、初代杵築藩主 （+ 1706年）
- 1662年 （寛文2年4月11日）- 伊東長救、第5代岡田藩主 （+ 1745年）
- 1676年 - ヤコポ・リッカチ、数学者（+ 1754年）
- 1738年 - ジョゼフ・ギヨタン、医師、政治家（+ 1814年）
- 1759年 - ウィリアム・ピット（小ピット）、イギリスの首相（+ 1806年）
- 1773年 （安永2年4月8日）- 池田斉政、第6代岡山藩主 （+ 1833年）
- 1790年 （寛政2年4月15日）- 内田正肥、第5代小見川藩主 （+ 1816年）
- 1807年 - ルイ・アガシー、海洋学者、地質学者、古生物学者（+ 1873年）
- 1818年 - P・G・T・ボーリガード、軍人、政治家（+ 1893年）
- 1841年（天保12年4月8日） - 境川浪右衛門、大相撲第14代横綱（+ 1887年）
- 1849年（嘉永2年4月7日） - 近藤鎮三、官僚、検察官（+ 1894年）
- 1850年 （嘉永3年4月17日）- 真田幸民、第10代松代藩主、華族 （+ 1903年）
- 1853年 - カール・ラーション、画家（+ 1919年）
- 1878年 - ポール・ペリオ、東洋学者、探検家（+ 1945年）
- 1884年 - エドヴァルド・ベネシュ、チェコスロバキア大統領（+ 1948年）
- 1888年 - ジム・ソープ、スポーツ選手（+ 1953年）
- 1889年 - 山本宣治、政治家（+ 1929年）
- 1905年 - 浜井信三、政治家、初代の公選広島市長（+ 1968年）
- 1905年 - 阿部定、芸妓（+ 没年不詳）
- 1908年 - イアン・フレミング、小説家（+ 1964年）
- 1910年 - 沖ツ海福雄、大相撲力士（+ 1933年）
- 1910年 - T-ボーン・ウォーカー、ブルースミュージシャン（+ 1975年）
- 1912年 - パトリック・ホワイト、小説家（+ 1990年）
- 1914年 - ジェフリー・ギルバート、フルート奏者（+ 1989年）
- 1915年 - ヴォルフガング・シュナイダーハン、ヴァイオリニスト（+ 2002年）
- 1915年 - ジョーゼフ・グリーンバーグ、言語学者（+ 2001年）
- 1920年 - 北原文枝、女優、声優（+ 1980年）
- 1923年 - リゲティ・ジェルジュ、作曲家（+ 2006年）
- 1924年 - 鬼頭勝治、元プロ野球選手
- 1925年 - ディートリヒ・フィッシャー＝ディースカウ、バリトン歌手（+ 2012年）
- 1925年 - 平田嘉三、西洋史学者、教育学者、広島大学名誉教授（+ 2008年）
- 1932年 - 黒井千次、小説家
- 1934年 - ディオンヌ家の五つ子姉妹、うちエミリー（+ 1954年）、マリー（+ 1970年）、イヴォンヌ（+ 2001年）
- 1936年 - 石井眞木、作曲家（+ 2003年）
- 1937年 - 廣川泰三、元大相撲小結、年寄9代宮城野（+ 1989年）
- 1938年 - ジェリー・ウェスト、バスケットボール選手（+ 2024年）
- 1938年 - プリンス・バスター、ミュージシャン（+ 2016年）
- 1940年 - 立花隆、ジャーナリスト（+ 2021年）
- 1940年 - 筒美京平、作曲家（+ 2020年）
- 1940年 - 石弘之、ジャーナリスト、作家
- 1940年 - 片山洋、サッカー選手
- 1942年 - Mr.ボールド、お笑い芸人（+ 2003年）
- 1942年 - スタンリー・B・プルシナー、生化学者
- 1944年 - 枦山智博、高校野球指導者
- 1944年 - 大石芳野、報道写真家
- 1944年 - 後藤和昭、元プロ野球選手
- 1944年 - ルドルフ・ジュリアーニ、政治家、ニューヨーク市長
- 1944年 - グラディス・ナイト、歌手
- 1944年 - 萩原宏久、元高等学校野球監督、元プロ野球球団トレーナー（+ 2013年）
- 1945年 - 姿美千子、女優
- 1945年 - 高橋誠一、起業家、三光ソフランホールディングス創業者、メディカル・ケア・サービス創業者
- 1947年 - はるき悦巳、漫画家
- 1947年 - ザヒ・ハワス、考古学者
- 1949年 - 菊島好孝、実業家、政治家、元北海道赤平市長
- 1950年 - 内藤洋子、女優
- 1950年 - 片岡啓子、声楽家、ソプラノ歌手
- 1950年 - 中沢新一、宗教学者
- 1950年 - カマラ（キマラ）、プロレスラー
- 1950年 - 宮内淳、俳優（+ 2020年）
- 1952年 - 宮本四郎、元プロ野球選手（+ 2006年）
- 1953年 - アート・リンゼイ、ミュージシャン
- 1955年 - 村上ショージ、お笑いタレント
- 1956年 - 紗ゆり、声優（+ 2012年）
- 1957年 - 溝橋秀吉、元騎手
- 1959年 - 和田洋一、実業家
- 1959年 - 三浦明博、小説家、コピーライター
- 1960年 - 小倉康嗣、実業家
- 1960年 - 水沼貴史、元プロサッカー選手、指導者
- 1961年 - 辛島美登里、シンガーソングライター
- 1962年 - きくち伸、テレビプロデューサー
- 1962年 - 中尊寺ゆつこ、漫画家（+ 2005年）
- 1964年 - 堀田あけみ、小説家
- 1964年 - 伊藤達文（玉川達文）、アニメーター、演出家（+ 2020年）
- 1965年 - 松田憲幸、実業家、ソースネクスト創業者
- 1965年 - 福島敬光、元プロ野球選手
- 1966年 - 河井護、俳優
- 1966年 - 鈴木亨、プロゴルファー
- 1968年 - カイリー・ミノーグ、歌手
- 1969年 - 三田英津子、元プロレスラー
- 1969年 - 柳田聖人、元プロ野球選手
- 1971年 - エカテリーナ・ゴルデーワ、フィギュアスケート選手
- 1971年 - 川口亘太、プロ野球審判員
- 1971年 - 大谷三穂、海上自衛官
- 1971年 - マルコ・ルビオ、政治家
- 1972年 - 柚木道義、政治家
- 1974年 - 西田幸治、お笑いタレント（笑い飯）
- 1974年 - ハンス＝イェルク・ブット、元サッカー選手
- 1975年 - 仲谷かおり、元タレント・ヌードモデル
- 1976年 - 雨宮朋絵、タレント、DJ
- 1976年 - リアム・オブライエン、声優
- 1978年 - 山本省吾、元プロ野球選手
- 1979年 - 三ツ木麻喜、アナウンサー
- 1979年 - 五十嵐亮太、元プロ野球選手
- 1979年 - 能見篤史、元プロ野球選手
- 1980年 - 佐藤美砂、元ストリッパー
- 1980年 - マーク・フィーリー、ミュージシャン（ウエストライフ）
- 1981年 - 夏海ケイ、漫画家、イラストレーター
- 1981年 - 長嶋万記、競艇選手
- 1981年 - 佐藤清治、元陸上競技選手
- 1981年 - ダニエル・カブレラ、元プロ野球選手
- 1982年 - アレクシス・キャンデラリオ、プロ野球選手
- 1983年 - オルガ・アキモワ、フィギュアスケート選手
- 1984年 - 愛純もえり、女優
- 1984年 - 上林英代、タレント、元お天気キャスター
- 1984年 - 若槻千夏、タレント
- 1984年 - 松下宣夫、お笑いタレント（デニス）
- 1984年 - ミカ、歌手
- 1985年 - 東海佳奈子、アナウンサー
- 1985年 - コルビー・キャレイ、シンガーソングライター
- 1985年 - キャリー・マリガン、女優
- 1986年 - シャルル・ヌゾクビア、サッカー選手
- 1987年 - 石井めぐる、元グラビアアイドル
- 1987年 - 萱沼千穂、声優
- 1987年 - 渕上舞、声優
- 1987年 - 鎌田翔平、空手家
- 1987年 - 鈴木雄太、元サッカー選手
- 1988年 - 石井誠一、お笑いタレント（さや香）
- 1988年 - 黒木メイサ、女優
- 1988年 - 國吉貴博、元サッカー選手
- 1988年 - クレイグ・キンブレル、プロ野球選手
- 1988年 - レスター・オリベロス、プロ野球選手
- 1988年 - ジョニー・ハリス、ジャーナリスト、YouTuber
- 1989年 - 林明日香、歌手
- 1990年 - 高井みほ、グラビアアイドル
- 1990年 - 齋藤菜月、タレント、ニュースキャスター
- 1990年 - 大畑拓也、サッカー選手
- 1990年 - 島川俊郎、サッカー選手
- 1990年 - 藤本麻子、プロゴルファー
- 1990年 - カイル・ウォーカー、サッカー選手
- 1990年 - ロハン・デニス、元自転車競技選手
- 1991年 - 諒太郎、俳優
- 1992年 - 平嶋夏海、タレント、グラビアアイドル（元AKB48）
- 1992年 - 中村奨吾、プロ野球選手
- 1992年 - 柴崎岳、サッカー選手
- 1992年 - 谷奥健四郎、サッカー選手
- 1992年 - 浅沼拓海、柔道選手
- 1992年 - 高橋綾佳、水球選手
- 1993年 - 川口まゆ、元アナウンサー
- 1992年 - 川崎ひかる、元野球選手
- 1994年 - チョ・ソンジン、ピアニスト
- 1994年 - 由良乃ゆの、アイドル（元イケてるハーツ）
- 1994年 - ジョン・ストーンズ、サッカー選手
- 1995年 - 長屋晴子、ミュージシャン（緑黄色社会）
- 1996年 - 工藤綾乃、タレント
- 1996年 - リクヲ、YouTuber（アバンティーズ）
- 1996年 - 鈴木大誠、サッカー選手
- 1996年 - 三浦基瑛、サッカー選手
- 1996年 - アリエル・マルティネス、プロ野球選手
- 1997年 - 高橋潤哉、サッカー選手
- 1997年 - ひめか、元プロレスラー
- 1998年 - 鞘師里保、歌手（元モーニング娘。）
- 1998年 - 田尻あやめ、タレント、元ファッションモデル
- 1998年 - ダヒョン、アイドル（TWICE）
- 1998年 - 吉川茉優、アイドル（元アップアップガールズ（2））
- 1998年 - 佐々野愛美、グラビアアイドル
- 1998年 - 宮森智志、プロ野球選手
- 1998年 - ごには、Youtuber
- 1999年 - 山口アタル、プロ野球選手
- 1999年 - キャメロン・ボイス、俳優（+ 2019年）
- 1999年 - 大倉颯太 、バスケットボール選手
- 2000年 - 大谷芽生、ラグビー選手
- 2000年 - フィル・フォーデン、サッカー選手
- 2001年 - 佐々木莉佳子、歌手（元アンジュルム）
- 2001年 - 谷口もか、アイドル（元AKB48）
- 2001年 - 上西怜、グラビアアイドル（元NMB48）
- 2001年 - 髙橋直也、サッカー選手
- 2002年 - 長見玲亜、女優
- 2002年 - 三浦孝太、総合格闘家
- 2002年 - ソク・マシュー（ソク・ウヒョン）、アイドル（ZEROBASEONE）
- 2003年 - 咲田ゆな、グラビアアイドル
- 2003年 - 大津綾也、プロ野球選手
- 2004年 - 西野奨太、サッカー選手
- 2005年 - はつ恋ぐりん、アイドル（りんご娘）
- 2005年 - 岡村真、体操選手
- 2010年 - ステファニア・グラドキ、フィギュアスケート選手
- 生年不詳 - 柳沢テツヤ、アニメーター、演出家
- 生年不詳 - 長洋平、声優
- 生年不詳 - 伊藤海彦、アナウンサー

### 人物以外（動物など）
- 1985年 - ブライアンズタイム、競走馬（+ 2013年）

## 忌日

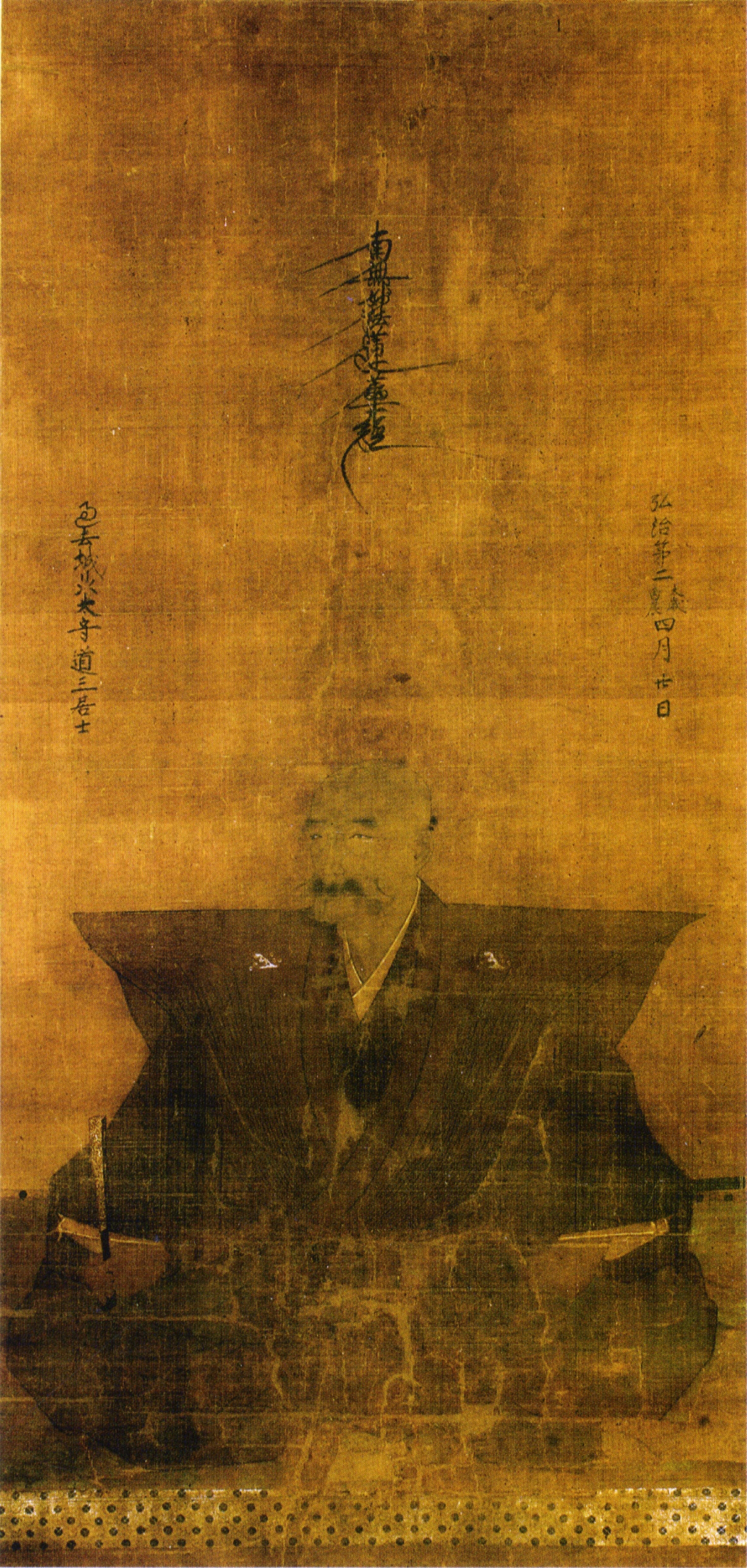
戦国大名斎藤道三(1494-1556)戦死。画像は常在寺所蔵、斎藤道三像。

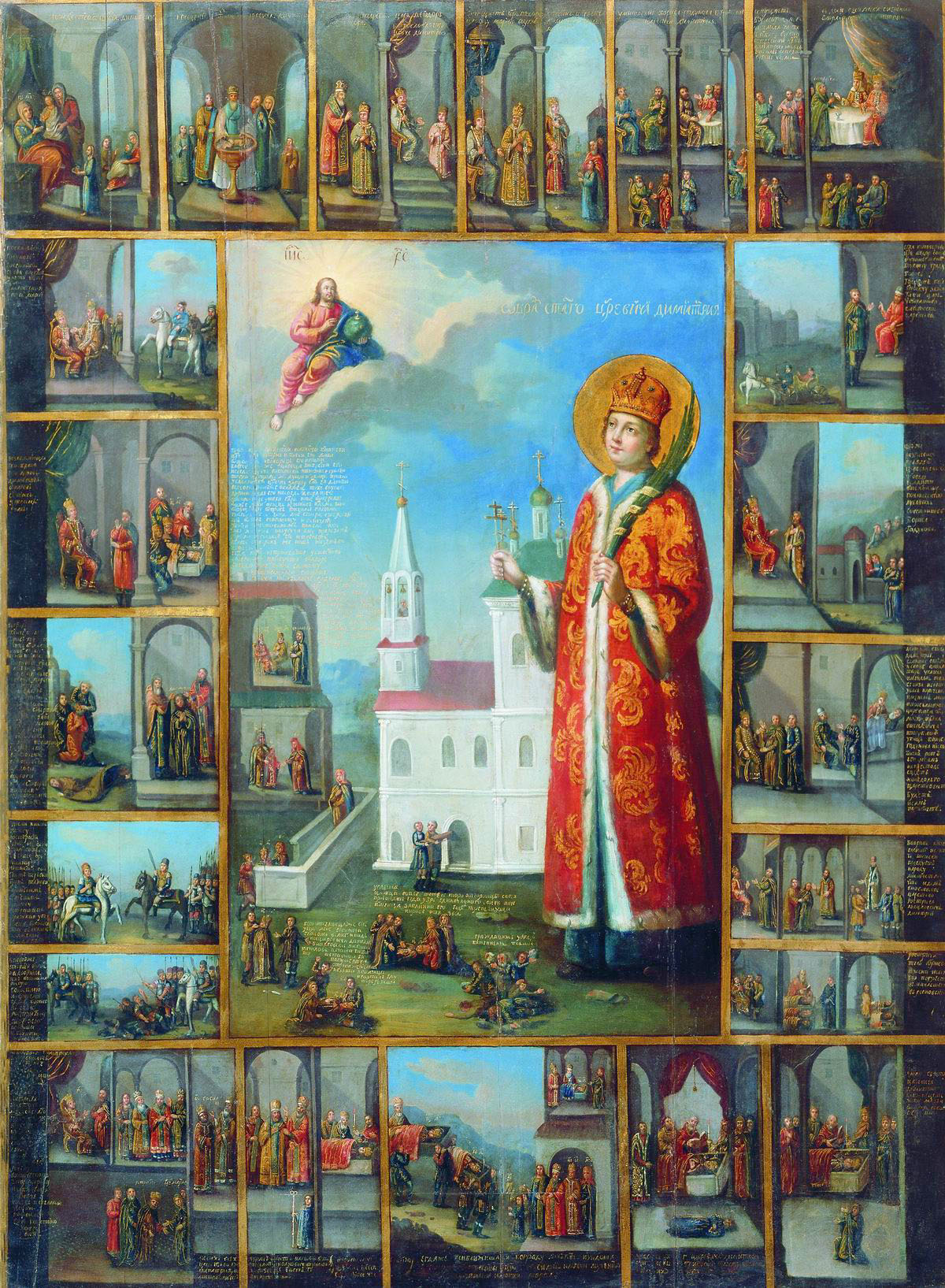
イヴァン4世の息子ウグリチのドミトリー(1582-1591)没。

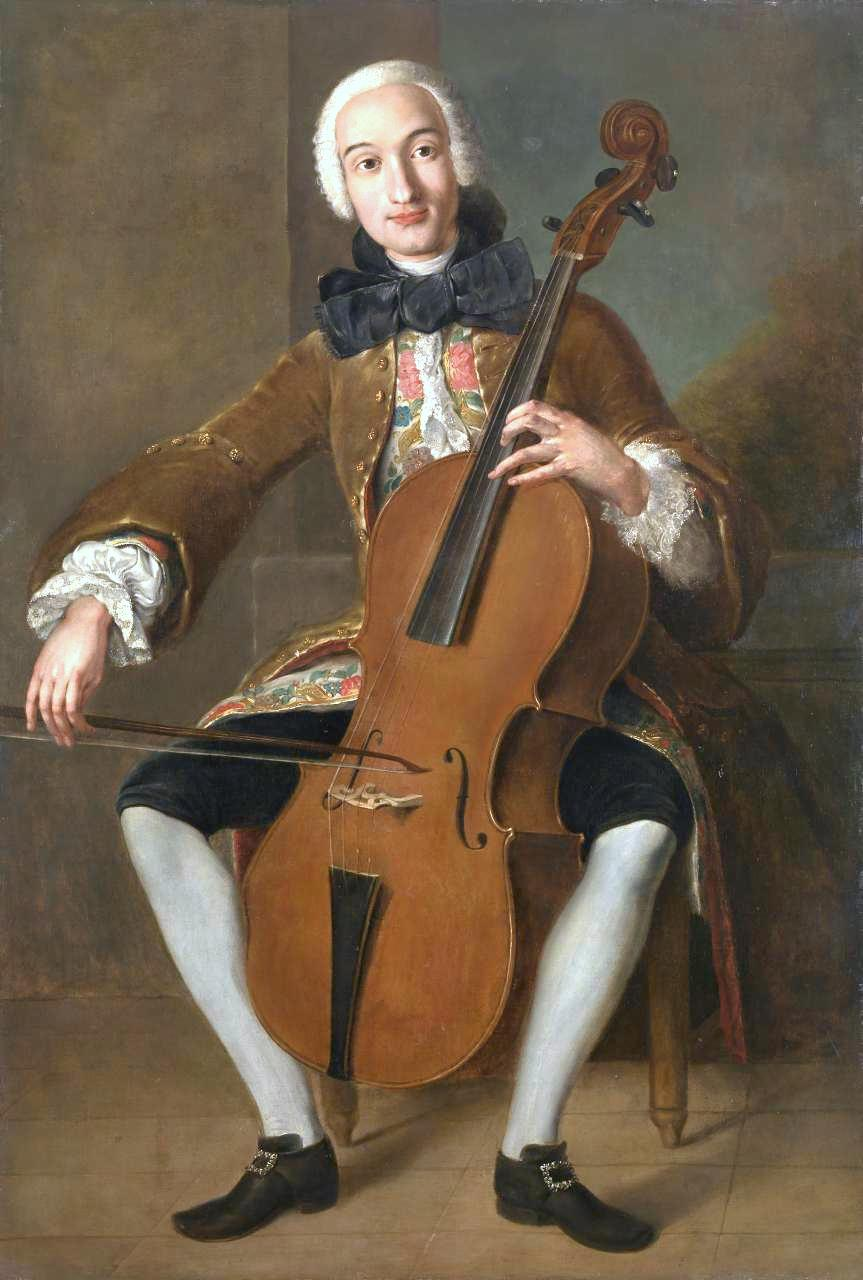
作曲家ルイジ・ボッケリーニ(1743-1805)没。

辞書編纂者ノア・ウェブスター(1758-1843)没。

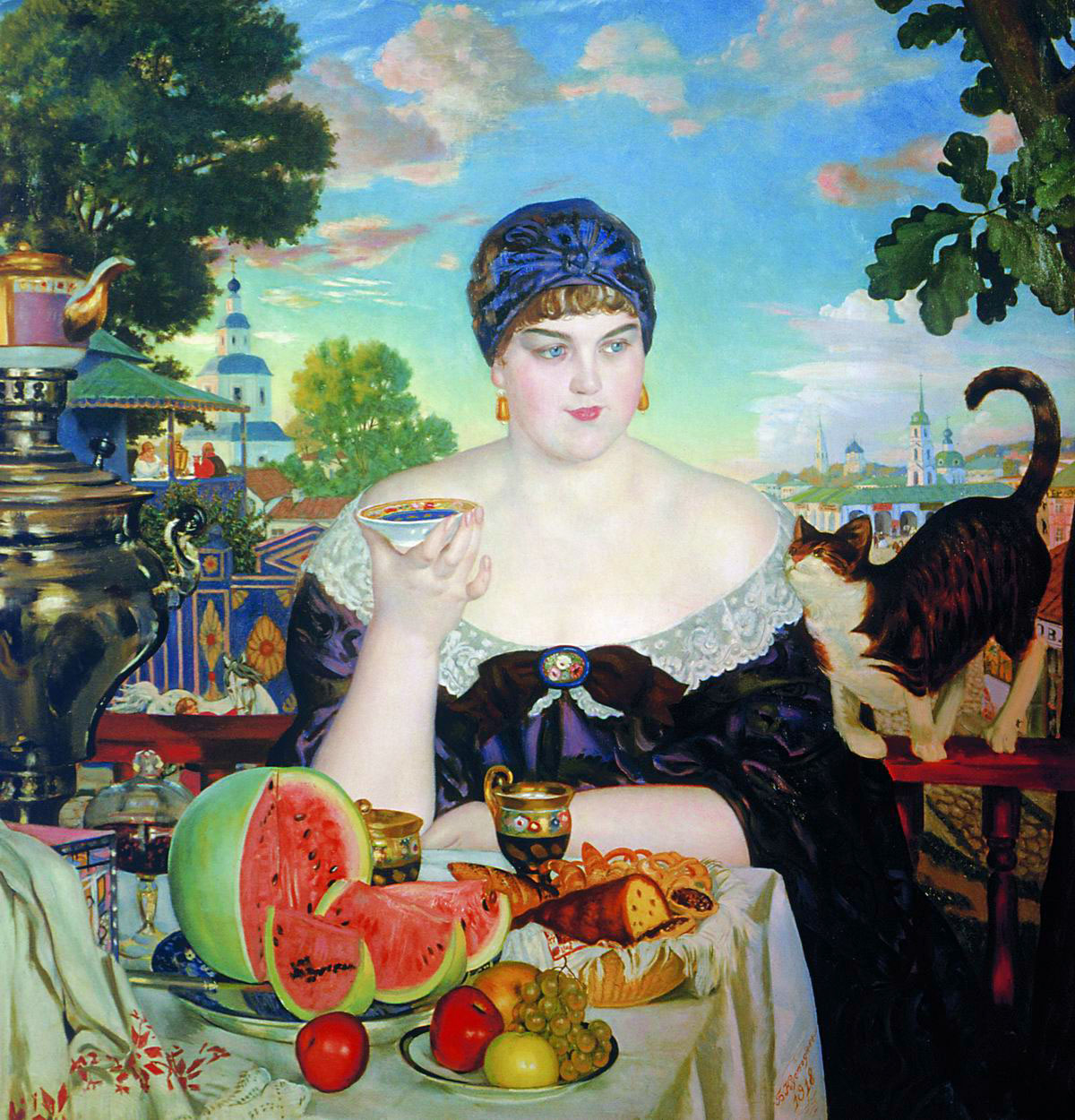
画家ボリス・クストーディエフ(1878-1927)没。画像は『商人の妻』(1918)

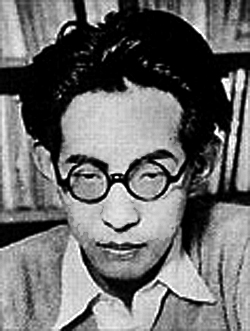
作家堀辰雄(1904-1953)没。

- 1357年 - アフォンソ4世、ポルトガル王（* 1291年）
- 1514年（永正11年5月5日） - 伊達尚宗、陸奥国の戦国大名（* 1453年）
- 1556年（弘治2年4月20日） - 斎藤道三、美濃国の戦国大名（* 1494年?）
- 1591年 - ウグリチのドミトリー、ロシアのツァレーヴィチ（* 1582年）
- 1747年 - リュック・ド・クラピエ・ド・ヴォーヴナルグ、モラリスト（* 1715年）
- 1749年 - ピエール・シュブレイラス、画家（* 1699年）
- 1750年（寛延3年4月23日） - 桜町天皇、第115代天皇（* 1720年）
- 1767年 - マリア・ヨーゼファ・フォン・バイエルン、ヨーゼフ2世の皇后（* 1739年）
- 1787年 - レオポルト・モーツァルト、作曲家（* 1719年）
- 1805年 - ルイジ・ボッケリーニ、作曲家（* 1743年）
- 1810年 - カール・アウグスト、スウェーデン王太子（* 1768年）
- 1818年（文政元年4月24日） - 松平治郷（不昧）、松江藩藩主、茶人（* 1751年）
- 1828年（文政11年4月15日） - 大黒屋光太夫、漂流者（* 1751年）
- 1843年 - ノア・ウェブスター、辞書編纂者（* 1758年）
- 1849年 - アン・ブロンテ、小説家（* 1820年）
- 1872年 - ゾフィー、オーストリアの皇族（* 1805年）
- 1878年 - ジョン・ラッセル (初代ラッセル伯爵)、政治家、第16代イギリス首相（* 1792年）
- 1890年 - ヴィクトル・ネスラー、作曲家（* 1841年）
- 1900年 - ジョージ・グローヴ、音楽学者（* 1820年）
- 1902年 - アドルフ・クスマウル、医学者（* 1822年）
- 1910年 - エーミール・ツッカーカンドル、医学者（* 1849年）
- 1912年 - ポール・ボアボードラン、化学者（* 1838年）
- 1913年 - ジョン・ラボック、銀行家、政治家、生物学者、考古学者（* 1834年）
- 1916年 - アルベール・ラヴィニャック、音楽教育者、作曲家（* 1846年）
- 1927年 - ボリス・クストーディエフ、画家（* 1878年）
- 1933年 - マルガ・フォン・エッツドルフ、パイロット（* 1907年）
- 1940年 - フリードリヒ・カール、ヘッセン＝カッセル方伯（* 1868年）
- 1943年 - 松井栄造、野球選手（* 1918年）
- 1945年 - 西郷準、野球選手（* 1916年）
- 1945年 - 田村忠、野球選手（* 1920年）
- 1946年 - カーター・グラス、第47代アメリカ合衆国財務長官（* 1858年）
- 1953年 - 堀辰雄、小説家（* 1904年）
- 1956年 - 2代目稀音家浄観、長唄三味線奏者（* 1874年）
- 1962年 - アッサール・ガブリエルソン、実業家、ボルボの共同創業者（* 1891年）
- 1968年 - フョードル・アフラプコフ、赤軍の狙撃手（* 1908年）
- 1972年 - エドワード8世（ウィンザー公）、イギリス王（* 1894年）
- 1972年 - 小汀利得、ジャーナリスト、時事評論家（* 1889年）
- 1973年 - ハンス・シュミット＝イッセルシュテット、指揮者（* 1900年）
- 1980年 - ロルフ・ネヴァンリンナ、数学者（* 1895年）
- 1986年 - テイラー・ドゥーシット、野球選手（* 1901年）
- 1986年 - ルリーン・タトル、女優（* 1907年）
- 1988年 - サイ・オリヴァー、ジャズミュージシャン（* 1910年）
- 1989年 - 高田敏子、詩人（* 1914年）
- 1990年 - 大野耐一、技術者（* 1912年）
- 1990年 - 中村竹弥、俳優（* 1918年）
- 1990年 - 西田昭市、俳優、声優（* 1928年）
- 1992年 - 藤村富美男、元プロ野球選手、監督（* 1916年）
- 1992年 - 船田和英、元プロ野球選手（* 1942年）
- 1994年 - マックス・ワルター・スワンベルク、画家（* 1902年）
- 1996年 - 北島忠治、ラグビー監督（* 1901年）
- 1996年 - 今井雄五郎、テレビドラマ監督（* 1925年）
- 1998年 - 平山菊二、元プロ野球選手（* 1918年）
- 1998年 - 平吉毅州、作曲家（* 1936年）
- 1999年 - 朝霧鏡子、女優（* 1921年）
- 1999年 - 斎藤茂男、ジャーナリスト（* 1928年）
- 2000年 - ドナルド・デービス、計算機科学研究者（* 1924年）
- 2001年 - フランシスコ・バレーラ、生物学者（* 1946年）
- 2002年 - カール・ヘルマン・ティルハーゲン、民俗学者（* 1906年）
- 2002年 - イヴァン・カピトノフ、政治家、元ソビエト連邦共産党書記（* 1915年）
- 2002年 - ウェス・ウエストラム、元プロ野球選手（* 1922年）
- 2003年 - マーサ・スコット、女優（* 1912年）
- 2003年 - イリヤ・プリゴジン、化学者、物理学者（* 1917年）
- 2003年 - 藤田省三、思想史家（* 1927年）
- 2004年 - 田中美羽、タレント（* 1963年）
- 2005年 - 高木昇、電気工学者、東京大学名誉教授、東京工科大学名誉学長（* 1908年）
- 2006年 - 永井準、放送作家（* 1949年）
- 2007年 - 松岡利勝、政治家、第41代農林水産大臣（* 1945年）
- 2008年 - 青鹿明司、大蔵官僚、銀行家、元常陽銀行頭取 （* 1920年）
- 2008年 - スベン・デビッドソン、テニス選手（* 1928年）
- 2009年 - ジョン・トロス、プロレスラー、第5代UNヘビー級王者（* 1930年）
- 2010年 - ゲーリー・コールマン、俳優（* 1968年）
- 2011年 - ロムアルド・クリム、ハンマー投げ選手、1964年東京五輪金メダリスト（* 1933年）
- 2011年 - 川田幸夫、元プロ野球選手（* 1936年）
- 2012年 - 浅見国一、騎手、調教師、馬主（* 1921年）
- 2013年 - バック・ロブレイ、プロレスラー（* 1945年）
- 2013年 - 磯野宏夫、画家（* 1945年）
- 2014年 - 小池千枝、ファッションデザイナー、文化服装学院名誉学院長（* 1916年）
- 2014年 - マヤ・アンジェロウ、活動家、詩人、歌手、女優（* 1928年）
- 2014年 - マルコム・グレーザー、実業家、スポーツチームオーナー（* 1928年）
- 2015年 - 吉川勇一、市民運動家（* 1931年）
- 2015年 - 今いくよ、お笑い芸人（今いくよくるよ）（* 1947年）
- 2015年 - 今井雅之、俳優（* 1961年）
- 2016年 - 末吉暁子、児童文学作家（* 1942年）
- 2016年 - 和田哲哉、実業家、元三菱UFJニコス社長（* 1954年）
- 2017年 - フランク・デフォード、作家（* 1938年）
- 2017年 - エリーザベト・ホイナツカ、チェンバロ奏者（* 1939年）
- 2018年 - イェンス・スコウ、化学者、ノーベル化学賞受賞者（* 1918年）
- 2018年 - ハンス＝マルティン・シュナイト、指揮者（* 1930年）
- 2018年 - 増井和子、ジャーナリスト、料理研究家、ワイン研究家（* 1933年）
- 2018年 - いか八朗、俳優、タレント、作曲家（* 1934年）
- 2018年 - 小島武夫、プロ雀士、日本プロ麻雀連盟初代会長（* 1936年）
- 2018年 - ディック・クァックス、陸上競技選手（* 1948年）
- 2019年 - 酒井日慈、僧侶、日蓮宗第51代管長、池上本門寺第82世貫首（* 1919年）
- 2019年 - フレディ・ビュアシュ、ジャーナリスト、映画評論家（* 1924年）
- 2019年 - エドワード・シアガ、政治家、元ジャマイカ首相（* 1930年）
- 2019年 - 土田有紀、作詞家（* 1930年）
- 2019年 - カーマイン・カリディ、俳優（* 1934年）
- 2019年 - アポロ・ンシバンビ、政治家、元ウガンダ首相（* 1940年）
- 2019年 - 栃本武良、生物学者（* 1941年）
- 2019年 - 城崎陽子、国文学者（* 1962年）
- 2019年 - 加納弥生、元体操選手（* 1963年）
- 2020年 - ロバート・ウェイトン、スーパーセンテナリアン（* 1908年）
- 2020年 - レニー・ニーハウス、ジャズサクソフォーン奏者、映画音楽作曲家（* 1929年）
- 2020年 - ボブ・キューリック、ギタリスト、音楽プロデューサー（* 1950年）
- 2021年 - 深海正治、実業家、元オリンパス精機社長（* 1920年）
- 2021年 - トニー・マリノ、プロレスラー、元WWWFインターナショナル・タッグ王者（* 1931年）
- 2021年 - 柴宜弘、歴史学者、東京大学名誉教授（* 1946年）
- 2021年 - ブノワ・ソーカル、漫画家、ゲームクリエイター（* 1954年）
- 2021年 - マーク・イートン、バスケットボール選手（* 1957年）
- 2022年 - ボー・ホプキンス、俳優（* 1938年）
- 2022年 - 高橋正、銀行家、元広島銀行頭取（* 1938年）
- 2022年 - エバリスト・カルバリョ、政治家、元サントメ・プリンシペ大統領（* 1941年）
- 2022年 - 伊豫谷登士翁、経済学者、一橋大学名誉教授（* 1947年）
- 2022年 - 西尾正範、政治家、元北海道函館市長（* 1949年）
- 2022年 - ブヤル・ニシャニ、政治家、元アルバニア大統領（* 1966年）
- 2023年 - 藤浦敦、映画監督、プロデューサー、脚本家、落語作家（* 1930年）
- 2023年 - 崔一男、小説家（* 1932年）
- 2023年 - ハラルド・ツア・ハウゼン、ウイルス学者、ノーベル生理学・医学賞受賞者（* 1936年）
- 2023年 - マイク・ヤング、プロ野球選手（* 1960年）
- 2024年 - 高久光雄、音楽プロデューサー（* 1946年）
- 2025年 - サルマン・ハシミコフ、プロレスラー（* 1953年）

### 人物以外（動物など）
- 2023年 - スキルヴィング 、 競走馬（* 2020年）

## 記念日・年中行事

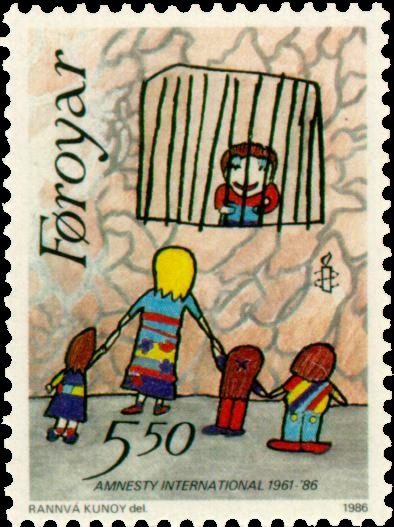
国際アムネスティ記念日

- 業平忌（ 日本）
旧暦5月28日は、平安時代の歌人で平城天皇の孫である在原業平の命日。この日は業平が建立した奈良不退寺の他、業平ゆかりの地で法要が営まれる[14][15]。
- ゴルフ記念日（ 日本）
スポーツ用品メーカー・ミズノの直営店・エスポートミズノが1994年に制定。1927年のこの日、第1回全日本オープンゴルフ選手権大会が横浜の程ヶ谷カントリー倶楽部で開催されたことを記念。
- 花火の日（ 日本）
1733年（享保18年）のこの日（旧暦）、隅田川で水神祭りの川開きが行われ、慰霊を兼ねた花火が打ち上げられたことを記念。
- 国際アムネスティ記念日（ 世界）
1961年のこの日、政治的権力による人権侵害を守るための国際民間機関アムネスティ・インターナショナルが発足したことを記念。
- 軍政終結記念日（ エチオピア）
1991年のこの日、エチオピアからの独立を目指すエリトリア勢力がエチオピアの首都アディスアベバに突入し、エチオピアの軍政政権を倒したことを記念。
- 共和国記念日（ ネパール）
2008年のこの日、王政を廃止して共和制に移行したことを記念。
- 共和国記念日（ アゼルバイジャン）
1918年のこの日のアゼルバイジャン民主共和国の建国を記念。
- 1918年の共和国の日（ アルメニア）
1918年のこの日のアルメニア第一共和国の建国を記念。
- 国旗の日（ フィリピン）